# Зубалово
Усадьба Зубалово (также «Зубалово-4», «Зубалово-2», резиденция Калчуга) — комплекс охраняемых правительственных резиденций на западе от деревни Калчуга в Одинцовском районе Московской области. На территории резиденции, в одном из особняков «Зубалово-4», проживал И. Сталин со своей семьей с 1919 по 1932 год. По состоянию на 2020 год, находится на балансе ФСО РФ.

## История

### До 1919 года
Участок, где позже возникла усадьба Зубалово, находящаяся в деревне Калчуга, в исторических документах известен с 1806 года, когда владелец деревни Усово гвардии капитан Дмитрий Михайлович Лассенгефнер продал его графу Николаю Ивановичу Салтыкову. В 1852 году здесь было две усадьбы: первая ― коллежского асессора Абрама Петровича Хвощинского (?—1894) (22 человека крепостных), и вторая ― Анны Дмитриевны Зандгален, построившей в усадьбе химический завод, выпускавший глауберову соль и селитру. В 1857 году вторую усадьбу купили крестьяне Барвихи Кондратьев и Щавелев, в 1892 году они продали участок бакинскому нефтепромышленнику-миллионеру Льву Константиновичу Зубалову. Новую усадьбу со всеми службами спроектировал известный в то время архитектор Николай Чернецов.
На территории усадьбы располагались четыре дома, три из которых являлись большими двухэтажными особняками, внешне напоминающими средневековые замки по архитектурному стилю. Окружала усадьбу кирпичная стена высотой в три метра с угловыми башнями и глухими массивными воротами. После революции 1917 года усадьба была покинута владельцами и пустовала.

### После 1919 года
С 1919 года в один из особняков, получивший в дальнейшем название «Зубалово-4», заехал Сталин со своей семьей. В феврале 1921 в усадьбу приехал Ф. Э. Дзержинский с женой. Дзержинскому место понравилось, и по его инициативе здесь создали образцовый совхоз Горки-2 для снабжения госаппарата сельскохозяйственными продуктами. Постепенно сюда переместились на летний отдых, а после и на постоянное жительство К. Е. Ворошилов, Н. И. Бухарин, А. И. Микоян и другие чиновники, которые жили в резиденции «Зубалово-2».
И. Сталин перестал пользоваться своей резиденцией «Зубалово-4» и перебрался на кунцевскую дачу после самоубийства жены Надежды Аллилуевой в 1932 году. В дальнейшем резиденция использовалась родственниками жены и его детьми. Племянник жены Сталина В. Ф. Аллилуев вспоминает: «В предвоенные годы Светлана жила в Зубалове со своей няней Александрой Андреевной Бычковой, там же жили дед (С. Я. Аллилуев), бабушка (О. Е. Аллилуева)… Одна из комнат на первом этаже дома была особенно светлой, так как её стена, выходящая в сад, была стеклянной… В комнате было множество занятных вещей — поделки замысловатые, инструмент и главное — верстак, установленный вдоль стеклянной стены. Дед любил эту комнату и проводил в ней все время, он вечно что-то мастерил, строгал. Писал он здесь и свои воспоминания „Пройденный путь“…». Как вспоминал С. А. Микоян, до 1937-1938 годов в «Зубалово-2» вместе с семьей Микояна  жили еще заместитель наркома иностранных дел Л. Карахан, польский коммунист А. Варский и вдова С.С. Дзержинская. В дальнейшем Дзержинская с сыном переехали в технический корпус, а Карахан и Варский были арестованы.
Осенью 1941 года дом в «Зубалово-4» был взорван при приближении немцев к Москве. В октябре 1942 на месте взорванного дома построили новый, «упрощенный вариант дома, не похожий на старый». «Зубалово-2», где жил А. И. Микоян, не пострадало и сохранилось в первозданном виде.
В 1943 году детям Сталина, Василию Сталину и Светлане Аллилуевой, было запрещено пользоваться резиденцией по указанию самого И. Сталина:
Жизнь  в  Зубалове  была  в  ту  зиму  1942  и 1943  года  необычной  и неприятной... В дом вошел неведомый ему до этой поры дух пьяного разгула. К Василию приезжали гости: спортсмены, актеры, его друзья-летчики, и постоянно устраивались обильные возлияния, гремела радиола. Шло  веселье, как будто не было  войны...
Зубалово с весны 1943 года "закрыли": отец  сказал, что мы  превратили его в вертеп. Василий был изгнан из Зубалова,  -- как и я, -- "за разложение" и -- по
личному приказу отца.Светлана Аллилуева, «Двадцать писем к другу», 1967
Сталин разрешил вернуться дочери Светлане в резиденцию осенью 1944 года, которой она продолжала пользоваться до 1949 года. А. Микоян жил в «Зубалово-2» до 1964.
С 2000 года Зубалово вошло в состав Рублево-Успенского лечебно-оздоровительного комплекса как место отдыха глав различных ведомств. И оставалось таковым вплоть до марта 2011 года, когда усадьбу передали в ведение Министерства обороны. С 2003 года резиденцию Калчуга также занимал работавший тогда главой кремлёвской администрации Д. А. Медведев. Как утверждают А.Навальный и бывший начальник охраны Ельцина А.Коржаков, в 2018 году «Зубалово-2» находилось в собственности у главы Росгвардии В.Золотова. Сам Золотов эту информацию опроверг.

## Устройство государственных дач
Одной из причин выбора Сталиным самого неприметного и маленького двухэтажного дома было продуманное расположение дома и ограждение с точки зрения безопасности. Также стоит заметить, что кирпичное ограждение усадьбы Л. К. Зубалова высотой в три метра имело запасные выходы в разные стороны лесного массива, что упрощало в случае нападения на объект скрытное бегство. Об обстановке в домах на территории бывшей усадьбы можно судить по описанию резиденции «Зубалово-2» из книги дочери И.Сталина:
На даче у А. И. Микояна до сего дня сохранилось все в том виде, в каком бросили дом эмигрировавшие хозяева. На веранде мраморная собака, -- любимица хозяина; в доме -- мраморные статуи,  вывезенные в свое время  из Италии; на стенах  --  старинные  французские   гобелены;  в  окнах  нижних  комнат  -- разноцветные витражи.  Парк, сад, теннисная  площадка,  оранжерея,  парники, конюшня -- все осталось, как было. И так приятно мне  всегда было,  когда  я попадала в этот милый дом добрых старых друзей, войти в старую столовую, где все тот же резной буфет и та же старомодная  люстра, и те же часы на камине.
Вот уже десять внуков Анастаса Ивановича бегают по тем же газонам возле дома и  потом  обедают  за тем  же  столом  под деревьями, где  выросли его  пять сыновей, где бывала и мама, дружившая с покойной хозяйкой этого дома.Светлана Аллилуева, «Двадцать писем к другу», 1967
Как вспоминала Светлана Аллилуева, в резиденции «Зубалово-4» находился небольшой бассейн с утками; разводили фазанов, цесарок, индюшек. До 1933 года на территории находилась «чудесная детская площадка в лесу, — с качелями, кольцами, „Робинзоновским домиком“». Дом постоянно перестраивался по указанию Сталина; за лесом вокруг дома следили и чистили его:
Зубалово из  глуховатой, густо  заросшей  усадьбы, с темным острокрышим домом,  полным  старинной   мебели,   было  превращено  отцом  в  солнечное, изобильное поместье, с садами,  огородами, и прочими полезными службами. Дом перестроили:   убрали  старую   мебель,  снесли  высокие  готические  крыши, перепланировали  комнаты.  Только   в  маленькой  маминой  комнатке  наверху
сохранились,  --  я еще  помню  их,  -- стулья,  стол и  высокое  зеркало  в золоченой оправе и с золочеными резными ножками. Отец с мамой жили на втором этаже, а дети, бабушка, дедушка, кто-нибудь из гостей -- внизу.Светлана Аллилуева, «Двадцать писем к другу», 1967
В «Зубалово-4» находился также отдельный кинотеатр, где «крутили кино по уикэндам; сюда давали заграничные фильмы, которым не было допуска на городские экраны СССР. И, конечно, на этих дачах главными зрителями была молодежь, изучавшая иностранные языки…».